# フィーリン・ザ・スピリット
『フィーリン・ザ・スピリット』（Feelin' the Spirit）は、アメリカ合衆国のジャズ・ギタリスト、グラント・グリーンが1962年に録音・1963年に発表したスタジオ・アルバム。

## 解説
グリーンは1962年、ラテンジャズ曲集『ザ・ラテン・ビット』、カントリー&ウェスタン曲集『ゴーイン・ウェスト』といったテーマ別のアルバムを録音しており、本作は黒人霊歌で統一された。本作に参加したサイドマンのうちガーヴィン・マッソーは、『ザ・ラテン・ビット』（1962年4月26日録音・1963年発表）でもシェケレで参加しており、また、ハービー・ハンコックとビリー・ヒギンスは『ゴーイン・ウェスト』（1962年11月30日録音・1969年発表）の録音にも全面参加した。
スティーヴ・ヒューイはオールミュージックにおいて5点満点中4点を付け「グリーンの軽めのピッキングと澄んだ音色は、本作に収録された敬虔な曲と実に相性が良く、さらにピアニストのハービー・ハンコックは、こうした音楽性におけるニーズに応え、輝かしいゴスペルのスタイルを注入するという、素晴らしいサポートをしている」と評している。

## 収録曲
全曲ともパブリックドメイン。
1. ジャスト・ア・クローサー・ウォーク・ウィズ・ジー - "Just a Closer Walk with Thee" - 7:27
2. ジェリコの戦い - "Joshua Fit de Battle ob Jericho" - 8:04
3. ノーバディ・ノウズ・ザ・トラブル・アイヴ・シーン - "Nobody Knows the Trouble I've Seen" - 6:11
4. ゴー・ダウン・モーゼズ - "Go Down Moses" - 7:30
5. 時には母のない子のように - "Sometimes I Feel Like a Motherless Child" - 9:01

### 1987年再発CDボーナス・トラック
1. ディープ・リヴァー - "Deep River" - 8:53

## 参加ミュージシャン
- グラント・グリーン - ギター
- ハービー・ハンコック - ピアノ
- ブッチ・ウォーレン（英語版） - ベース
- ビリー・ヒギンス - ドラムス
- ガーヴィン・マッソー - タンバリン(on #1, #2, #4, #5)